# Етра (насеље)
Етра (фр. Etrat) је насељено место у Француској у региону Рона-Алпи, у департману Лоара.
По подацима из 2011. године у општини је живело 2667 становника, а густина насељености је износила 314,5 становника/km².

## Демографија
| 1962. | 1968. | 1975. | 1982. | 1990. | 2011. |
| ----- | ----- | ----- | ----- | ----- | ----- |
| 1.322 | 1.523 | 2.147 | 2.309 | 2.524 | 2.667 |